# Akkaraipattu

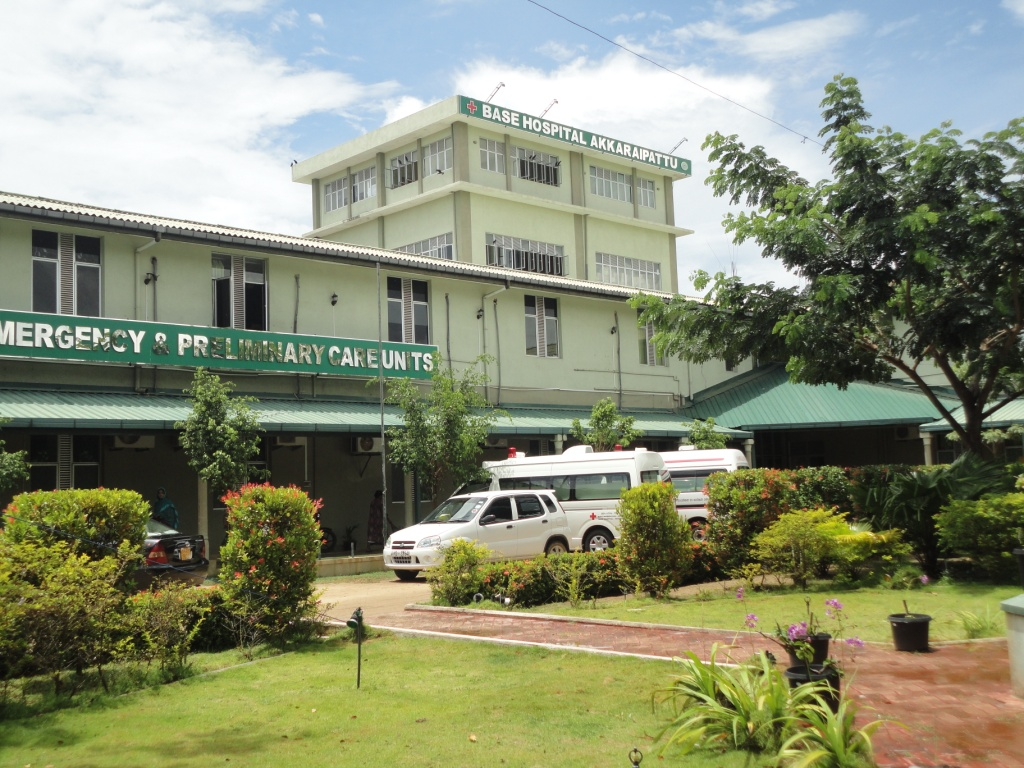
Krankenhaus in Akkaraipattu

Akkaraipattu (Tamil: அக்கரைப்பற்று, Sinhala: අක්කරපත්තුව) ist eine Gemeinde (Urban Council) in Sri Lanka mit 30.934 Einwohnern (2012). Die Stadt wird überwiegend von Muslimen bevölkert.

## Lage
Die Stadt liegt in der Ostprovinz von Sri Lanka. Sie liegt etwa 250 km östlich von Colombo an der Ostküste des Landes. 

## Bevölkerung
Die meisten Einwohner gehören den Moors an und sind Anhänger des Islams.